# Рюдгрен, Йенс
Йенс Рюдгрен (швед. Jens Rydgren, род. 5 июня 1969) — шведский писатель, политический обозреватель и профессор социологии Стокгольмского университета. Специализируясь на исследованиях в области политической социологии, много лет изучал правые популистские партии. В 2002 году он защитил диссертацию «Политический протест и этнонационалистическая мобилизация: дело Французского национального фронта» в дебатах с Сидни Тарроу из Корнеллского университета. Он выступал в качестве эксперта по правым популистским партиям, включая Шведских демократов, в различных средствах массовой информации.